# Campofiorito
Campofiorito (sicilià Campofiorito) és un municipi italià, dins de la ciutat metropolitana de Palerm. L'any 2007 tenia 1.401 habitants. Limita amb els municipis de Bisacquino, Contessa Entellina i Corleone.

## Administració
| Període | Identitat       | Partit        |
| ------- | --------------- | ------------- |
| 2006-   | Giuseppe Sagona | Llista cívica |